# Claudia Ruiz Massieu Salinas
Claudia Ruiz Massieu Salinas (Ciudad de México, 10 de julio de 1972) es una abogada y política mexicana, miembro del partido Movimiento Ciudadano. Se desempeñó como secretaria de Turismo de 2012 a 2015 y secretaria de Relaciones Exteriores de 2015 a 2017 durante el gobierno del presidente Enrique Peña Nieto.
Es diputada federal en la LXVI Legislatura del Congreso de la Unión de México desde 2024. Fue designada como coordinadora de Derechos Humanos y Transparencia en el equipo de la transición presidencial del entonces presidente electo Enrique Peña Nieto en 2012.

## Educación y vida personal
Hija de José Francisco Ruiz Massieu y Adriana Salinas de Gortari, sobrina del exsubprocurador General de La Republica Mario Ruiz Massieu y del expresidente Carlos Salinas de Gortari. Su padre fue gobernador del estado de Guerrero y secretario general del Comité Ejecutivo Nacional del PRI. Estudió Derecho en la Universidad Iberoamericana, Campus Santa Fe, donde se tituló de licenciada con la tesis: Pensamiento Jurídico de José Francisco Ruiz Massieu en Derecho Constitucional y Derecho Administrativo.
Cuenta con estudios de especialidad en ciencia política cursados en el Centro de Estudios Políticos y Constitucionales de Madrid, España; estudió la Maestría en Políticas Públicas Comparadas en la Facultad Latinoamericana de Ciencias Sociales (Flacso) sede México donde se tituló, en 2013, con la tesis: "El papel del poder legislativo en la determinación de las políticas públicas: Gasto público e infraestructura en México". Es candidata a doctor en Derecho Público y Filosofía Jurídica por la Universidad Autónoma de Madrid, España.

## Actividad partidista
Ingresó al Partido Revolucionario Institucional (PRI) en 1992, donde ha desempeñado los siguientes cargos:
-Subsecretaria del Movimiento de Vinculación Ciudadana de la Confederación Nacional de Organizaciones Populares del PRI. (2002-2003)
-Vicepresidenta de la Fundación Colosio en el Distrito Federal. (2006)
-Secretaria coordinadora del Movimiento Nacional de Vinculación Ciudadana del PRI. (2009)
Fue candidata al Senado por el estado de Guerrero en las elecciones federales de 2012.
El 16 de julio de 2018 fue designada como presidenta del Partido Revolucionario Institucional en sustitución de René Juárez Cisneros
El 29 de junio de 2023 anunció que no participará en la contienda interna por la presidencia de México dentro del Frente Amplio por México.
El 6 de febrero de 2024 anunció su afiliación a Movimiento Ciudadano, partido que la incluyó en la lista de aspirantes a una diputación plurinominal.

## Carrera profesional

### Organismos públicos
El 4 de enero de 2007 fue nombrada como coordinadora general de Planeación, Desarrollo e Innovación Institucional de la Procuraduría General de la República. En el 2006 fue coordinadora de Asesores del Secretariado Ejecutivo del Sistema Nacional de Seguridad de la Secretaría de Seguridad Pública Federal.
El 30 de noviembre de 2012, en comunicado de prensa el presidente electo Enrique Peña Nieto designa oficialmente a Claudia Ruiz Massieu como titular de la secretaría de turismo, formando parte del gabinete del presidente Enrique Peña Nieto desde el 1 de diciembre de 2012. El 27 de agosto de 2015 fue nombrada secretaria de Relaciones Exteriores, presentó su renuncia el 4 de enero de 2017.

### Instituciones académicas
En la Universidad Nacional Autónoma de México, dentro del Instituto de Investigaciones Jurídicas, se desempeñó como asistente de investigación a partir del año de 1995 hasta el año de 1997, pasando después a formar parte del cuerpo técnico académico de la unidad de comercio internacional del Instituto de Investigaciones Jurídicas. Profesora en el área de Derecho y Sistemas Jurídicos Contemporáneos de la Universidad de Anáhuac del Sur en el año de 1997. 

### Medios electrónicos e impresos
Es articulista en la revista Confluencia XXI y editorialista del periódico El Universal y comentarista en el canal de televisión Efekto TV. Articulista de la revista Código Topo, de Excélsior (2009). Comentarista en la tercera emisión de Imagen Informativa a cargo de Jorge Fernández Menéndez (2009). Columnista en el diario La Crónica de Hoy, México (1996-2006).

## Cargos de elección plurinominal

### LIX legislatura del H. Congreso de la Unión
Diputada federal en la LIX legislatura del H. Congreso de la Unión durante el período 2003 al 2006.

### LXI legislatura del H. Congreso de la Unión
Diputada en la LXI Legislatura del H. Congreso de la Unión del 2009 al 2012. Donde formó parte de las siguientes comisiones:
- Secretaria de la Comisión de Gobernación.
- Integrante de la Comisión de Hacienda y Crédito Público.
- Integrante de la Comisión de Presupuesto y Cuenta Pública.
- Integrante de la Comisión Especial para analizar el Presupuesto de Gastos Fiscales.
- Integrante del Comité del Centro de Estudios de Finanzas Públicas.
- Integrante de la Comisión Mixta México-Unión Europea.
- Integrante de la Comisión Mixta México-Estados Unidos.